# Maurizio Zaccaro

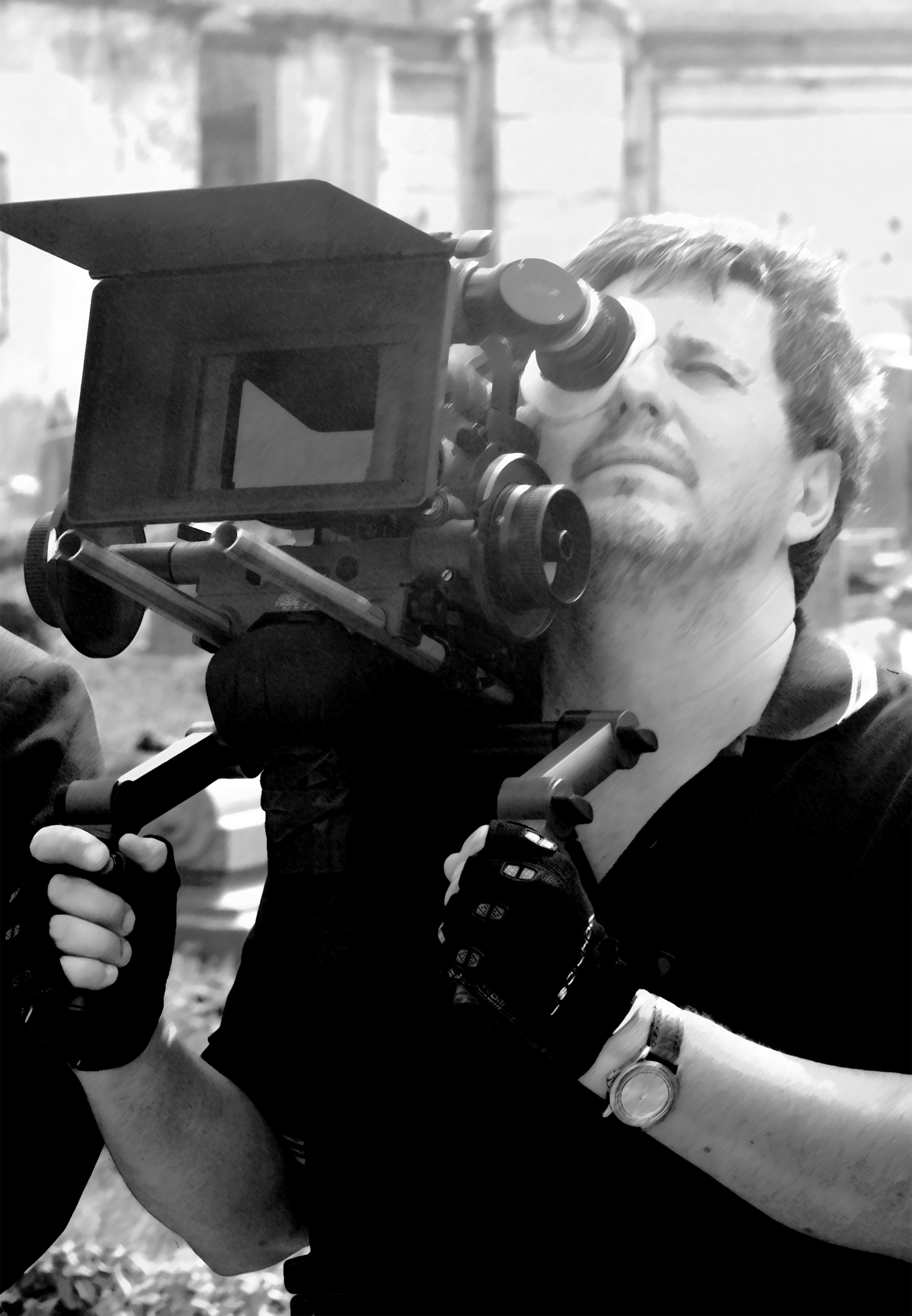
Maurizio Zaccaro

Maurizio Zaccaro (* 8. Mai 1952 in Mailand) ist ein italienischer Filmregisseur und Drehbuchautor.

## Leben
Zaccaro schloss 1977 bei der Scuola del Cinema in Mailand seine Ausbildung ab. Gleich danach drehte er Kurzfilme wie zum Beispiel Overkill, mit dem er 1981 den Preis der internationalen Kurzfilmtage Oberhausen gewann. Später widmete sich Zaccaro neben der Leinwand auch vermehrt dem Fernsehen.
Im Jahre 1991 gewann er den „David di Donatello“ als bester neuer Regisseur mit seinem Film Dove commincia la notte. Im Jahre 1992 gewann er den „Premio Solinas“ für sein Drehbuch L’articolo 2. Im 1993 wurde sein Film Kalkstein (La valle di pietra) sowohl für die internationalen Filmfestspiele von Venedig wie auch für jene von Montreal gewählt. Bei diesem Werk handelt es sich um die Verfilmung der Novelle Kalkstein des österreichischen Schriftstellers Adalbert Stifter. Im Jahre 1999 gewann er den „David di Donatello“ mit seinem Film Un uomo perbene.
Zaccaros erfolgreichste Fernsehproduktionen sind La missione (1997), Un dono semplice (2000), Cuoret (2001), und I ragazzi della via Pal (2003). Weitere erfolgreiche Fernsehproduktionen sind Al di là delle frontiere (2004), Mafalda di Savoia (2005), O Professore  (2006) und Il bambino della domenica (2007). Als letzte Produktion ist Die Swingmädchen (Le ragazze dello Swing) zu nennen.

## Filmografie (Auswahl)

### Als Regisseur
- 1989: In coda della coda (auch Drehbuch)
- 1991: Wo die Nacht beginnt (Dove comincia la notte)
- 1992: Kalkstein (La valle di pietra)
- 1994: L’articolo 2 (auch Drehbuch)
- 1996: Testa matta (auch Drehbuch)
- 1997: Il carniere (auch Drehbuch)
- 1998: La missione (Fernsehfilm)
- 1999: Bergkristall – Verirrt im Schnee (Cristallo di rocca, Fernsehfilm, auch Drehbuch)
- 1999: Un uomo perbene (auch Drehbuch)
- 2000: Un dono semplice (Fernsehfilm)
- 2001: Cuore (Fernsehserie)
- 2003: Die Jungen von der Paulstraße (I ragazzi della via Pál, Fernsehfilm, auch Drehbuch)
- 2004: Al di là delle frontiere (Fernsehserie)
- 2005: Il bell'Antonio (Fernsehserie)
- 2006: Mafalda di Savoia (Fernsehserie, auch Drehbuch)
- 2008: Il bambino della domenica (Fernsehserie)
- 2008: O professore (Fernsehfilm)
- 2009: Lo smemorato di Collegno (Fernsehfilm, auch Drehbuch)
- 2009: Il piccolo (auch Drehbuch, Kamera)
- 2010: Die Swingmädchen (Le ragazze dello Swing, Fernsehfilm)

### Als Kameramann
- 1985: Mediatori e carrozze
- 1987: Lang lebe die Signore (Lunga vita alla signora!)

### Als Filmeditor
- 1989: Maicol
- 1991: L’attesa